# Holly Springs (Geòrgia)
Holly Springs és una població dels Estats Units a l'estat de Geòrgia. Segons el cens del 2000 tenia 3.195 habitants.

## Demografia
Segons el cens del 2000, Holly Springs tenia 3.195 habitants, 1.136 habitatges, i 892 famílies. La densitat de població era de 389,1 habitants/km².
Dels 1.136 habitatges en un 45,6% hi vivien nens de menys de 18 anys, en un 66,9% hi vivien parelles casades, en un 7,7% dones solteres, i en un 21,4% no eren unitats familiars. En el 16,3% dels habitatges hi vivien persones soles el 3,3% de les quals corresponia a persones de 65 anys o més que vivien soles. El nombre mitjà de persones vivint en cada habitatge era de 2,81 i el nombre mitjà de persones que vivien en cada família era de 3,16.
Per edats la població es repartia de la següent manera: un 30,1% tenia menys de 18 anys, un 7,3% entre 18 i 24, un 40,8% entre 25 i 44, un 16,7% de 45 a 60 i un 5% 65 anys o més.
L'edat mediana era de 31 anys. Per cada 100 dones de 18 o més anys hi havia 102,2 homes.
La renda mediana per habitatge era de 57.019 $ i la renda mediana per família de 61.651 $. Els homes tenien una renda mediana de 40.717 $ mentre que les dones 26.823 $. La renda per capita de la població era de 22.992 $. Entorn del 0,8% de les famílies i l'1,3% de la població estaven per davall del llindar de pobresa.

## Poblacions més properes
El següent diagrama mostra les poblacions més properes.